# Крейг, Джеймс, 1-й виконт Крейгавон
Джеймс Крейг, 1-й виконт Крейгавон (англ. James Craig, 1st Viscount Craigavon; 8 января 1871 — 24 ноября 1940) — ведущий юнионистский политик и ключевой архитектор Северной Ирландии как автономного региона в составе Соединённого королевства.

## Ранний период жизни

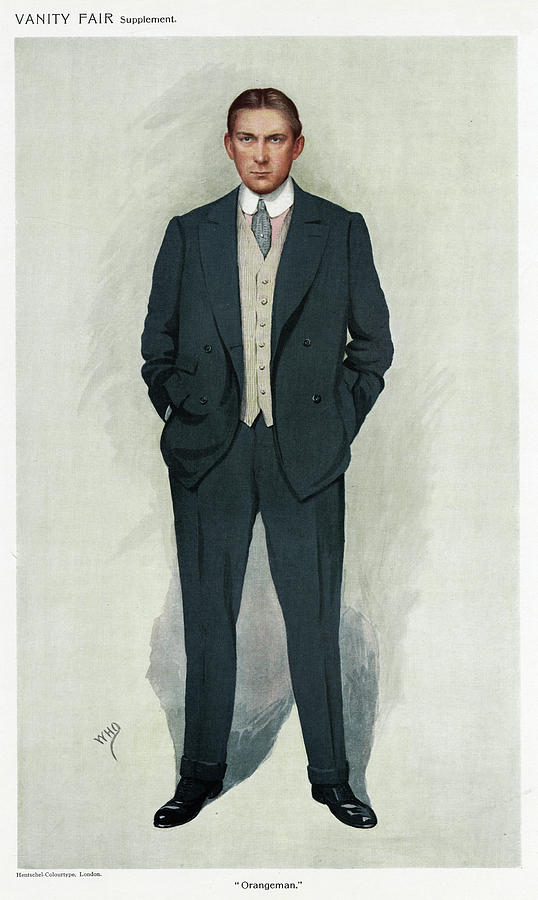
Карикатура на Джеймса Крейга в журнале Vanity Fair, 1911 год

Родился 8 января 1871 года в Сиденеме, Белфаст (Северная Ирландия). Шестой сын Джеймса Крейга (1828—1900), богатого производителя виски, который поступил на работу в фирму Dunville & Co в качестве клерка: к 40 годам он стал миллионером и партнером фирмы. Джеймс Крейг-старший владел большим домом под названием Крейгавон с видом на Белфастский залив. Его мать, Элеонора Гилмор Браун, была дочерью Роберта Брауна, преуспевающего человека, владевшего недвижимостью в Белфасте и фермой за пределами Лисберна.
Он получил образование в школе замка Мерчистон в Эдинбурге, Шотландия. Его отец принял сознательное решение не отправлять своих сыновей ни в одну из более модных государственных школ. После школы он начал работать биржевым маклером, в конечном итоге открыв собственную фирму в Белфасте.

## Военная карьера
Джеймс Крейг записался в 3-й (милиционный) батальон Королевских ирландских стрелков в январе 1900 года для участия во Второй англо-бурской войне. 24 февраля 1900 года он был прикомандирован к Имперскому йоменскому полку, кавалерийскому подразделению, созданному для службы во время войны, в качестве лейтенанта 13-го батальона и в марте 1900 года покинул Ливерпуль и отправился в Южную Африку. После прибытия он вскоре был отправлен на фронт и в мае 1900 года попал в плен, но был освобожден бурами из-за перфорации толстой кишки. После выздоровления он стал заместителем помощника директора Имперских военных железных дорог, проявив организаторские качества, которые стали отличительной чертой его участия как в британской, так и в ольстерской политике. В июне 1901 года его отправили домой, страдающего от дизентерии, и к тому времени, когда он снова был в состоянии служить, война уже закончилась. В сентябре 1902 года он был повышен до капитана 3-го Королевского ирландского стрелкового полка , все еще находясь в командировке в Южной Африке.

## Политика

### Лидер оппозиции Ольстера
Вернувшись в Ирландию и получив наследство в размере 100 000 фунтов стерлингов по завещанию отца, Джеймс Крейг стал заниматься политикой. Вслед за своим братом Чарльзом, который успешно баллотировался как ирландский юнионист на дополнительных выборах в Южном Антриме месяцем ранее, на дополнительных выборах в марте 1903 года Джеймс Крейг попытался обеспечить себе место юниониста в Северной Фермане. Ему пришлось ждать парламентских выборов 1906 года, чтобы выиграть свое первое место в Ист-Дауне (избирательный округ, который он представлял до возвращения из Мид-Дауна в 1918 году). Он уже играл ведущую организационную роль для ирландского юнионизма в Ольстере.
В 1905 году он стал одним из основателей Совета юнионистов Ольстера, чтобы объединить лоялистскую оппозицию ирландскому самоуправлению в северной провинции. В этой задаче он считал ключевым вклад парада Ордена оранжистов (который имел 50 из 200 мест в совете). Открывая Зал оранжистов после выборов 1906 года, он заявил, что он «сначала оранжист, а потом член парламента» и призвал «протестантскую общину сплотиться вокруг лож [оранжистов], укрепить и поддержать их».
В 1912 году Джеймс Крейг помог организовать «Ольстерский ковенант». На массовой демонстрации в Белфасте Эдвард Карсон, дублинский адвокат, которого он назначил на пост лидера Совета юнионистов, возглавил подписание Ольстерского соглашения. Подписавшие его обязались «стоять плечом к плечу, защищая для себя и наших детей наше положение равного гражданства в Соединённом королевстве», и использовать «все средства, которые могут быть сочтены необходимыми для разгрома нынешнего заговора с целью создания парламента самоуправления в Ирландии».
В январе 1913 года, не сумев предотвратить принятие законопроекта о самоуправлении либерального правительства в Вестминстере, Совет юнионистов Ольстера потребовал исключения Ольстера из его положений, подкрепив это требование призывом обучить и вооружить до 100 000 ковенантеров в качестве добровольцев Ольстера. 23 сентября Джеймс Крейг убедил Эдварда Карсона принять пост председателя Временного правительства, которое он планировал и подготовил для принятия на себя управления Ольстером, если правительство предпримет шаги по обеспечению полномочий нового парламента Дублина.
В апреле 1914 года Джеймс Крейг поддержал майора Фредерика Кроуфорда в вооружении Ольстерских добровольцев (UVF) винтовками и боеприпасами, закупленными и ввезенными контрабандой из Германской империи.

### Об избирательном праве женщин
В 1912 году Крейг порвал с другими ирландскими депутатами, как юнионистами, так и националистами, проголосовав за законопроект о примирении, который впервые расширил бы парламентское голосование (хотя и на ограничительной основе собственности) для женщин. В соответствии с выдающейся ролью в мобилизации оппозиции самоуправлению, которую играл Совет юнионистов женщин Ольстера (UWUC), и приглашением женщинам подписать собственную декларацию в поддержку Ольстерского соглашения, в сентябре 1913 года Совет юнионистов Крейга сообщил Женскому совету, что проекты статей Временного правительства включают положения об избирательном праве для женщин.
Когда весной 1914 года Карсон, по-видимому, отвергнув Крейга, ясно дала понять, что потенциально раскольническая поддержка права голоса для женщин не является политическим вариантом для юнионизма, Дороти Эванс, организатор в Белфасте Женского социально-политического союза, объявила об окончании «перемирия», которое организация «соблюдала в Ольстере». В последующие месяцы активисты WSPU были замешаны в серии актов насилия против собственности, которые, в дополнение к поджогам зданий, принадлежащих юнионистам, и мужских развлекательных и спортивных сооружений, включали насильственное проникновение в дом Крейга.

### Государственная служба военного времени

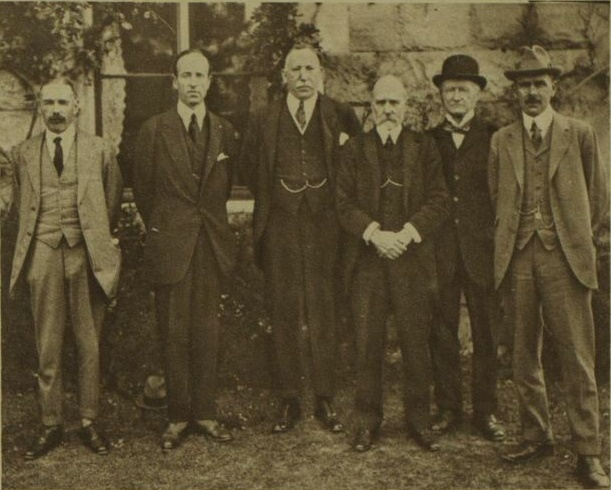
Джеймс Крейг (третий слева) со своим первым кабинетом, 1921 год.

После объявления Соединённым королевством войны Германии в августе 1914 года Крейг убедил лорда Китченера преобразовать UVF в 36-ю Ольстерскую дивизию. Ему было присвоено звание подполковника, но, не желая служить на передовой, он в конце 1916 года подал в отставку и занял младшую должность казначея двора в военном коалиционном правительстве Ллойд Джорджа. Он высказался за призыв ирландцев в армию в 1918 году, поскольку правительство стремилось продлить действие Закона о военной службе.
После Мировой войны Джеймс Крейг продолжил службу в коалиционном правительстве сначала в качестве парламентского секретаря министра пенсий (1919—1920), а затем парламентского секретаря Адмиралтейства (1920—1921). В феврале 1921 года, когда на юге шла война за независимость, Джеймс Крейг сменил Эдварда Карсона на посту лидера Ольстерской юнионистской партии.

### Сторонник идеи децентрализации администрации Белфаста
Джеймс Крейг убедил своих коллег-юнионистов и британское правительство, что если исключение, а значит и раздел, должно быть решением проблемы, вызванной желанием католического большинства иметь ирландское самоуправление, то оно должно применяться только к шести из девяти округов Ольстера. В трех из них, Донегол, Каван и Монаган, он утверждал, что партия Шинн Фейнерс сделает правительство «абсолютно невозможным для нас». Он также привел ольстерских юнионистов к признанию того, что шесть округов — Северная Ирландия, как они должны были стать — должны иметь свой собственный парламент с самоуправлением в Белфасте.
В письме премьер-министру Дэвиду Ллойду Джорджу Джеймс Крейг заявил, что юнионисты примут парламент Северной Ирландии, о котором они не просили, только в качестве «жертвы в интересах мира». Но в ходе обсуждения законопроекта о правительстве Ирландии 1920 года Крейг отметил, что наличие «всех атрибутов правительства» может затруднить для будущего либерального и/или лейбористского правительства подталкивание Северной Ирландии против воли ее большинства к общеирландским соглашениям. Как только у юнионистов появится собственный парламент, Крейг сможет заверить своих последователей, что «никакая сила на земле никогда не сможет их тронуть».
Чтобы сделать такую гарантию против британского давления на ирландское единство вдвойне надежной, в ноябре 1921 года Крейг предложил Ллойд Джорджу изменить статус Северной Ирландии на статус доминиона короны за пределами Соединённого королевства. Хотя, подписывая англо-ирландский договор, всего несколько недель спустя премьер-министр признал за Южной Ирландией именно эту форму государственности в канадском стиле, Крейгу он ответил, что не желает придавать «характер международной границы» «границе, не основанной ни на природных особенностях, ни на широких географических соображениях».
Тем не менее, в октябре 1920 года Ллойда Джорджа убедили обеспечить безопасность этой все еще неурегулированной границы, одобрив предложение Крейга о создании новой «добровольной полиции… сформированной из лояльного населения» и «вооруженной для несения службы только в пределах шести округов» . В эту Ольстерскую особую полицию были «включены в массовом порядке» бывшие подразделения добровольцев UVF.

### Премьер-министр Северной Ирландии
На парламентских выборах в Северной Ирландии 1921 года, первых в истории, Джеймс Крейг был избран в недавно созданную Палату общин Северной Ирландии в качестве одного из членов графства Даун. 7 июня 1921 года Крейг был назначен первым премьер-министром Северной Ирландии лордом-лейтенантом Ирландии . Палата общин Северной Ирландии собралась в первый раз позже в тот же день .
Джеймс Крейг был назначен баронетом в 1918 году, а в 1927 году для него был создан титул виконта Крейгавона из Стормонта в графстве Даун. Он также был удостоен степеней доктора права от Королевского университета Белфаста (1922) и Оксфордского университета (1926).

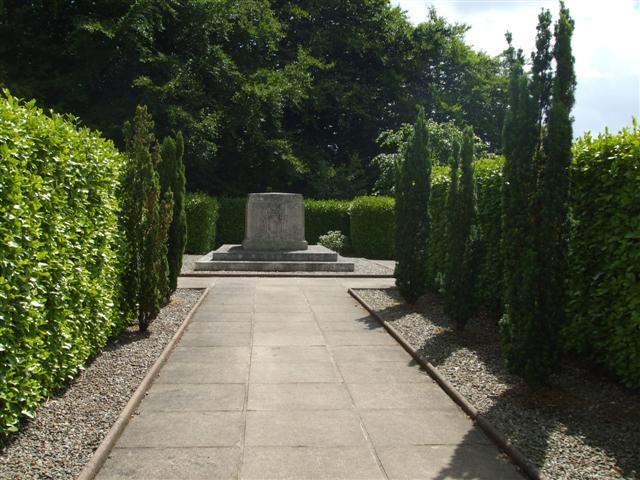
Могила лорда Крейгавона, территория парламента Стормонта

Джеймс Крейг сделал свою карьеру в британской и североирландской политике; но его премьерство не показало никаких признаков его раннего близкого знакомства с британским политическим миром. Он стал крайне ограниченным и страдал от потери близости с британскими политиками в 1938 году, когда британское правительство заключило соглашения с Дублином, чтобы положить конец англо-ирландской экономической войне между двумя странами. Он никогда не пытался убедить Вестминстер защитить промышленность Северной Ирландии, особенно льняную промышленность, которая была центральной для ее экономики. Он стремился не провоцировать Вестминстер, учитывая шаткое положение Северной Ирландии. В апреле 1939 года и снова в мае 1940 года во время Второй мировой войны он призвал ввести воинскую повинность в Северной Ирландии (от чего британское правительство, опасаясь ответной реакции националистов, отказалось). Он также призвал Черчилля вторгнуться в Ирландию, также известную как Éire, используя шотландские и валлийские войска, чтобы захватить ценные порты и установить генерал-губернатора в Дублине.
Джеймс Крейг скончался 24 ноября 1940 года в своем доме в Гленкрейге, графство Даун, в возрасте 69 лет. Он был похоронен в поместье Стормонт 5 декабря 1940 года, и его преемником на посту премьер-министра Северной Ирландии стал министр финансов Джон Миллер Эндрюс.

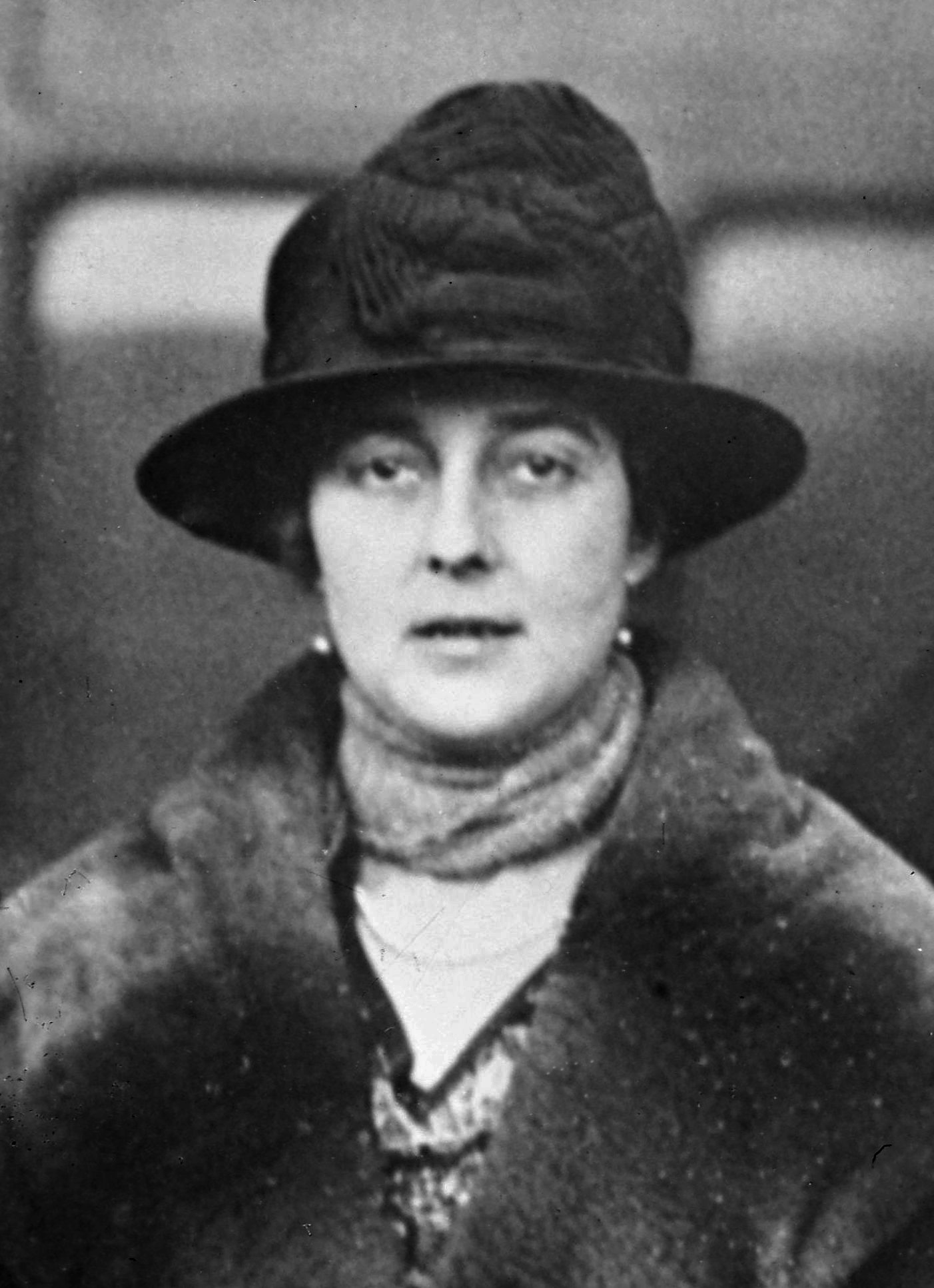
Леди Сесил Крейг, 1924 год

У Крейга была двойная ирландско-британская самоидентификация, и в парламентских дебатах 1929 года он заявил: «Мы ирландцы… всегда считаем, что жители Ольстера — ирландцы, а лучшие из ирландцев — самые лучшие».

## Личная жизнь
- 22 марта 1905 года в Королевской часовне в Лондоне Джеймс Крейг женился на англичанке Сесил Мэри Ноуэлл Деринг Таппер (22 января 1883 — 23 марта 1960), дочери сэра Дэниела Таппера, помощника контролера департамента лорда-камергера королевского двора и дальней родственнице будущей королевы-матери, Элизабет Анджелы Маргерит Боуз-Лайон. Будучи президентом Совета юнионисток-женщин Ольстера, она была удостоена звания Дамы-командора Ордена Британской империи в 1941 году[26]. У супругов было трое детей[27]:
  - Джеймс Крейг, 2-й виконт Крейгавон (2 марта 1906 — 18 мая 1974), старший сын и преемник отца.
  - Майор Достопочтенный Патрик Уильям Деннис Крейг (2 марта 1906 — 15 августа 1972)
  - Достопочтенная Эллинор Эйлин Сесил Крейг (20 августа 1907 — 23 апреля 1978).